# Wierzawice (przystanek kolejowy)
Wierzawice – kolejowy przystanek osobowy we wsi Wierzawice, w gminie Leżajsk, w województwie podkarpackim, w Polsce.

## Ruch pasażerski
| Rok  | Wymiana pasażerska na dobę |
| ---- | -------------------------- |
| 2017 | 10-19                      |
| 2022 | 20-49                      |